# Helge Palmcrantz

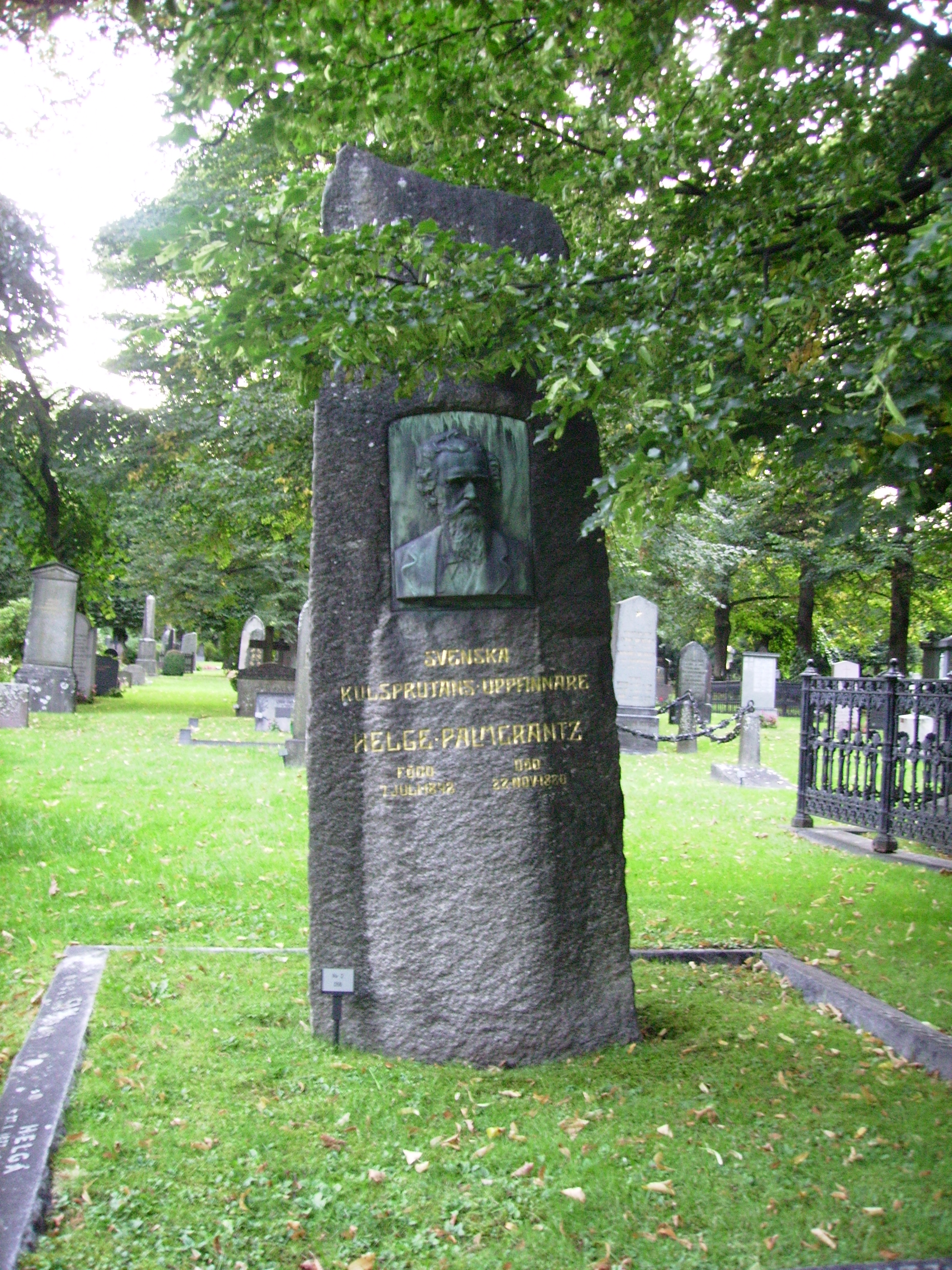
Tumba de Helge Palmcrantz

Helge Palmcrantz (1842 - 1880) fue un inventor y magnate sueco.
Estudió en el Instituto Tecnológico de Estocolmo, ahora conocida como la Universidad Tecnológica Real. Con su cuñado Theodor Winborg fundó una pequeña fábrica en Kungsholmen, donde produjeron cosechadoras, cortacéspedes y otros equipos de agricultura diseñados por ellos mismos.
En 1873 patentó una ametralladora de cañones múltiples y, que tiempo después fue conocida como Ametralladora Nordenfelt, pues esta compañía adquirió los derechos para manufacturarla y promocionarla. Precisamente su dueño, Thorsten Nordenfelt, fue quien convenció a Palmcrantz de incrementar el calibre de su arma a una pulgada, convirtiéndola en un arma adecuada para usar contra la creciente amenaza de los buques torpederos
A la muerte de Palmcrantz por una úlcera, Winborg y Nordenfelt continuaron desarrollando  sus armas que se fabricaron en Suecia, Inglaterra y España.
- Datos: Q5704564
- Multimedia: Helge Palmcrantz / Q5704564